# Auzebosc
Auzebosc – miejscowość i gmina we Francji, w regionie Normandia, w departamencie Sekwana Nadmorska.
Według danych na rok 1990 gminę zamieszkiwało 755 osób, a gęstość zaludnienia wynosiła 159 osób/km² (wśród 1421 gmin Górnej Normandii Auzebosc plasuje się na 317. miejscu pod względem liczby ludności, natomiast pod względem powierzchni na miejscu 707.).